# Bp pulse LIVE
bp pulse LIVE, conosciuta dal 1980 al 1983 come Birmingham International Arena, dal 1983 al 2008 come NEC Arena, dal 2008 al 2014 come LG Arena, dal 2014 al 2018 come Genting Arena e dal 2018 al 2024 come Resorts World Arena, è un impianto polifunzionale di Birmingham, nel Regno Unito.
L'arena fu inaugurata da un concerto dei Queen nel dicembre del 1980.
The Ticket Factory è stato il venditore ufficiale dei biglietti dell'arena fino al 2024, anno in cui la società statunitense AXS ne ha acquisito i diritti di vendita.

## Storia
Dopo una profonda ristrutturazione, l'arena firmò un contratto di denominazione con la compagnia elettronica LG, diventando la LG Arena.
Dopo la ristrutturazione, la capienza totale dell'impianto venne aumentata a 16.000 posti, facendo così competere l'arena con altre dal calibro della The O2 Arena di Londra e della Arena di Manchester.
Nel 2011 divenne la decima arena più utilizzata nel mondo e nel 2014 la tredicesima.
Nel 2014 l'arena firma un contratto con la compagnia di casinò Genting diventando così, a partire da gennaio 2015, la Genting Arena.